# Straßenbahn Brunswick (Maine)
| Straßenbahn Brunswick (Maine) | Straßenbahn Brunswick (Maine) |
| ----------------------------- | ----------------------------- |
| Spurweite:                    | 1435 mm (Normalspur)          |
|                               |                               |

Die Stadt Brunswick im US-Bundesstaat Maine hatte von 1896 bis 1937 einen Straßenbahnbetrieb.

## Geschichte

### Brunswick Electric Railroad
Am 4. Februar 1889 wurde die Brunswick Electric Railroad Company gegründet und sie erhielt eine Konzession zum Bau und Betrieb einer durch Pferde, Dampf oder Strom angetriebenen Straßenbahn von Brunswick nach Topsham und Harpswell. Erst nachdem 1895 Unternehmer aus Fairfield und Waterville die Gesellschaft kauften, wurde die Trassenführung festgelegt. Die anfangs geplante und konzessionierte Strecke nach Harpswell wurde nicht gebaut. Die Strecke sollte nun am Messegelände des Sagadahoc County in Topsham beginnen. Durch die Elm Street und Main Street, über den Androscoggin River hinweg und durch die Maine Street in Brunswick sollte die Trasse das Bowdoin College erreichen. Um den Campus war eine Schleife durch die Maine Street, Longfellow Avenue, Harpswell Road, Sills Drive und Bath Street geplant. Die Länge der Strecke war dreieinhalb Meilen (etwa 5,6 Kilometer). Am 24. September 1896 begannen die Bauarbeiten und bereits am 14. Oktober des Jahres wurde der reguläre Betrieb auf der normalspurigen elektrischen Straßenbahn aufgenommen. Da die Brücken über den Granny Hole Stream und den Androscoggin River zu schwach waren, um neben einer Straßenbahn weitere Fahrzeuge zu tragen, kam es immer wieder zu Verspätungen. Die Bahngesellschaft und die Gemeinden Brunswick und Topsham finanzierten schon kurz nach Eröffnung der Bahn gemeinsam den Bau einer neuen Brücke über beide Gewässer, für die eine Verlegung der Straße und Straßenbahnstrecke um einige Meter nach Westen nötig war.

### Linie Lewiston–Bath
Der Besitzer der Bahngesellschaft wollte nun eine Verbindung nach Lewiston und Bath. Anfang 1897 erwarb er die Lewiston and Auburn Horse Railroad, die die zu diesem Zeitpunkt aus vier Linien bestehende Straßenbahn in Lewiston und Auburn gebaut hatte. Am 26. März 1898 änderte er den Namen der Gesellschaft in Lewiston, Brunswick and Bath Street Railway. Am 30. März fusionierte die Gesellschaft mit der Lewiston&Auburn und am 1. Juni des gleichen Jahres pachtete sie die Straßenbahn Bath. 1901 erfolgte auch mit dieser Bahn die Fusion. Am 12. März 1898 begannen die Bauarbeiten für die Verbindung der drei Betriebe. Am 18. Juli 1898 ging der Abschnitt von Brunswick bis Bath in Betrieb, der am Bowdoin College an die bestehende Strecke anschloss. Am 5. September wurde auch die Strecke von Topsham nach Lewiston eröffnet. Die Bahnen verkehrten nun von Lewiston nach Bath und auch weiterhin auf der Stadtlinie vom Messegelände in Topsham zum Bowdoin College. Der Betrieb auf der Stadtlinie wurde allerdings nur noch während der Bezirksmesse in Topsham aufrechterhalten, die jedes Jahr von Mai bis Oktober dauerte. Um 1905 wurde der Verkehr auf dieser Linie gänzlich eingestellt und sowohl das Gleis in der Elm Street in Topsham als auch die Schleife um den Campus des Bowdoin College stillgelegt und etwa 1906 abgebaut. Ab dem Sommer 1899 betrieb die Bahngesellschaft in Brunswick gegenüber der heutigen Brunswick Naval Air Station einen Vergnügungspark mit Kasino und Wildpark. Aufgrund der geringen Besucherzahlen wurde der Merrymeeting Park nach der Saison 1906 geschlossen. In Bath wurde 1907 in der Front Street eine kurze Verlängerungsstrecke von der Ecke Center Street bis zu einem neuen Gleisdreieck an der Kreuzung Lambard Street gebaut, um Einrichtungsfahrzeuge einsetzen zu können.

### Portland and Brunswick Street Railway
Bereits 1899 plante die Lewiston, Brunswick and Bath Street Railway, eine Strecke von Brunswick nach Yarmouth zu bauen, wo Anschluss an die Straßenbahn Portland bestand. Die Gemeinde Freeport wollte, dass die Strecke durch South Freeport führt, die Bahngesellschaft bevorzugte eine direktere Streckenführung. Die Aufsichtsbehörde genehmigte nur die Strecke über South Freeport, weswegen die Bahngesellschaft nun nur noch die Verbindung von Brunswick nach Freeport bauen wollte.
Der Vorstand der Bahngesellschaft war bezüglich des Projekts gespalten und einige Vorstandsmitglieder gründeten Anfang 1901 die Portland and Brunswick Street Railway Company. Sie übernahm die Konzession für die Strecke, die am 27. November 1901 erneuert wurde. Ein erfolgloser Einspruch gegen den Bau der Strecke wurde durch die Maine Central Railroad eingelegt, die eine starke Konkurrenz für ihre Bahnstrecke Portland–Brunswick fürchtete. Im April 1902 begannen die Bauarbeiten und am 23. Juli des Jahres konnte der Abschnitt von Brunswick bis South Freeport eröffnet werden. Der Rest der Strecke bis Yarmouth ging am 8. August in Betrieb. Die Endstelle in Brunswick befand sich an der Kreuzung Maine Street/Pleasant Street. Mit der Straßenbahn eröffnete die Bahngesellschaft im Sommer 1902 auch den Casco Castle Park in South Freeport. Wie auch das Etablissement der Lewiston, Brunswick & Bath verfügte dieser Park über ein Kasino und einen Tiergarten und daneben über einen steinernen Turm, der noch heute steht. Der Park wurde 1910 an einen Privatunternehmer verkauft. Nachdem 1914 das Kasino abgebrannt war, wurde die Anlage geschlossen.
In Yarmouth wurde zunächst keine Gleisverbindung zur Straßenbahn nach Portland gebaut, da für einen durchgehenden Betrieb keine Genehmigung vorlag und auch, da die Straßenbahn Portland kein Interesse daran zeigte. Die Portland&Brunswick beabsichtigte nun, eine eigene Straßenbahnstrecke nach Portland zu bauen, parallel zur bestehenden Linie. Die Portland and Brunswick Extension Railway Company wurde am 2. Dezember 1905 gegründet. Das führte jedoch zu einem Einlenken der Straßenbahn Portland und bereits am 24. Januar 1906 konnte ein Kooperationsvertrag unterzeichnet werden. Am 9. August des gleichen Jahres wurde die Strecke durch Yarmouth auf einen eigenen Bahnkörper verlegt und eine Gleisverbindung nach Portland gebaut und der durchgehende Betrieb wurde sechs Tage später aufgenommen.

### Weitere Geschichte
Am 24. April 1907 kaufte die Lewiston, Augusta and Waterville Street Railway die Lewiston, Brunswick & Bath auf und führte nun den Betrieb auf der Linie Lewiston–Bath. Am 25. September 1911 kaufte diese Gesellschaft die in Konkurs gegangene Portland&Brunswick. Genau zwei Monate später wurde die Brunswick and Yarmouth Street Railway Company als betriebsführende Bahngesellschaft gegründet, die die Betriebsgenehmigung für die Linie Brunswick–Yarmouth am 21. Dezember erhielt. Am 19. August 1913 fusionierte diese Gesellschaft mit der Lewiston, Augusta & Waterville.
Nach dem Ersten Weltkrieg, der den Konkurs der Lewiston, Augusta & Waterville und die Umgründung in Androscoggin and Kennebec Railway brachte, wurde der Fahrplan ausgedünnt und der durchlaufende Betrieb nach Portland am 1. Dezember 1919 eingestellt. Jedoch wurden 1920 neue Fahrzeuge beschafft und notwendige Gleisreparaturen durchgeführt, wodurch die Fahrzeit verringert werden konnte. Aufgrund der geringen Auslastung wurde am 10. September 1929 der Betrieb auf der Linie Brunswick–Yarmouth eingestellt und die Strecke stillgelegt. Nachdem ein neuer Highway zwischen Lewiston und Brunswick gebaut werden sollte, musste auch die Strecke von Lisbon Falls bis Bath am 15. Mai 1937 stillgelegt werden, da die Bahngesellschaft die notwendigen Streckenverlegungen nicht finanzieren konnte. Der Abschnitt von Lewiston nach Lisbon Falls wurde in das Stadtnetz von Lewiston/Auburn integriert und noch bis zum 1. September 1941 betrieben.

## Streckenverlauf
Die Strecke Lewiston–Bath schloss an der Kreuzung Lisbon Street/Cedar Street an die Straßenbahn Lewiston an. Durch die Lisbon Street bis zur Stadtgrenze und weiter neben der Straße führte sie durch South Lewiston und Lisbon. In Lisbon Center bog die Strecke ostwärts auf einen eigenen Bahnkörper ab und überquerte den Sabattus River. In Lisbon Falls traf die Trasse wieder auf die Lisbon Street, der sie durch Lisbon Falls folgte. Nach der Ortschaft begann erneut ein Streckenstück auf eigenem Bahnkörper parallel zur Straße. Durch Pejepscot hindurch ging es weiter parallel zur Lewiston Road. Nördlich des Holland Place bog die Bahn auf die Main Street in Topsham ein und erreichte an der Kreuzung Main Street/Elm Street die bestehende Strecke durch die Main Street in Topsham und Maine Street in Brunswick.
Von dieser zweigte die Strecke nach Bath am Bowdoin College an der Kreuzung Harpswell Road/McLellan Street ab. Durch die McLellan Street und die Bath Road verlief die Strecke bis kurz nach der Kreuzung Harding Road. Hier bog sie auf einen eigenen Bahnkörper ab, überquerte den New Meadows River und führte parallel zur Eisenbahn bis zur Old Brunswick Road, der sie nach Bath folgte. In Bath führte die Bahn durch die North Street, Middle Street, Oak Street und Front Street bis zur Kreuzung Front Street/Linden Street, wo sie auf die Strecke der Straßenbahn Bath traf. Über deren Gleis fuhren die Bahnen bis zur Front Street/Center Street und erreichten über eine kurze Neubaustrecke die Endstelle an der Kreuzung Front Street/Lambard Street, wo ein Gleisdreieck entstand.
Die Strecke Brunswick–Yarmouth zweigte an der Kreuzung Maine Street/Pleasant Street von der bestehenden Bahn in Brunswick ab und führte durch die Pleasant Street, Old Portland Road und Main Street durch Freeport. Südlich des Ortskerns führte die Trasse ein kurzes Stück über einen eigenen Bahnkörper bis zur Pine Street und entlang dieser nach South Freeport. Weiter ging es entlang der South Freeport Road und Old Freeport Road zum heutigen U.S. Highway 1. Todd’s Brook und der Cousins River wurden über bahneigene Brücken gequert und die Bahn erreichte kurz darauf Yarmouth. Anfangs verlief die Bahn durch die Spring Street, East Main Street und Lafayette Street bis zur Endstelle nur wenige Meter vor den Gleisen der Straßenbahn Portland entfernt, die in der Lafayette Street und Marina Road verliefen. Die Bahnen aus Portland fuhren zu diesem Zeitpunkt bis zum Bahnhof Yarmouth. Als 1906 der durchgehende Betrieb aufgenommen werden sollte, änderte die Portland&Brunswick die Trassenführung in Yarmouth und verlegte neue Gleise von der Spring Street ausgehend auf einen eigenen Bahnkörper zur Willow Street, entlang dieser bis zur Bridge Street und weiter erneut über eigenen Bahnkörper. Auf einer neuen Brücke über den Royal River, die noch heute direkt neben der Brücke des Highway 1 existiert, ging es weiter zum Bahnhof Yarmouth, wo der Gleisanschluss zur Straßenbahn Portland hergestellt wurde.

## Betriebsablauf

### Fahrplan
Auf der Stadtlinie wurden während der Messe von Mai bis Oktober drei Triebwagen im 15-Minuten-Takt eingesetzt, die die Strecke in 20 Minuten durchfuhren. Außerhalb der Messezeit pendelte nur ein Triebwagen etwa alle 45 Minuten. Nach Eröffnung der Linie nach Bath und Lewiston fuhren die Triebwagen auf der Stadtlinie nur noch während der Messe und regulär nur alle 30 Minuten, mitunter jedoch auch häufiger.
Die Linie Lewiston–Bath wurde im Sommer durchgehend im 30-Minuten-Takt befahren. Zu den anderen Jahreszeiten verkehrte nur stündlich ein Triebwagen auf der Gesamtstrecke, zwischen Brunswick und Bath jedoch ebenfalls halbstündlich. Der Triebwagen aus Lewiston kam dabei in Bath an, verkehrte dann nach Brunswick und zurück und kehrte erst danach nach Lewiston zurück. Die Fahrzeit für die Gesamtstrecke betrug zwei Stunden und 15 Minuten, der Abschnitt Brunswick–Bath wurde in 45 Minuten durchfahren. Während des Ersten Weltkrieges musste ab 14. Februar 1918 aus Wagenknappheit die Fahrzeit auf zweieinhalb Stunden verlängert und der Takt auf 75 Minuten auf der Gesamtstrecke ausgeweitet werden, was auch für den Sommer 1918 galt. Erst 1919 wurde der Stundentakt wieder eingeführt und die Fahrzeit wieder auf zwei Stunden 15 Minuten gekürzt. Durch den Einsatz neuer Fahrzeuge konnte 1920 die Fahrzeit auf zwei Stunden verkürzt werden und im morgendlichen Berufsverkehr, mittags und spät abends wurden Verstärkungsfahrten zwischen Brunswick und Bath durchgeführt. Ab etwa 1930 fuhren sonntags nur noch alle zwei Stunden Bahnen.
Auch die Linie Brunswick–Yarmouth wurde anfangs im 30-Minuten-Takt betrieben. Die Fahrzeit betrug eine Stunde. Außerhalb des Sommers verkehrte nur stündlich ein Wagen auf der Gesamtstrecke und auf Teilstrecken gab es zu verschiedenen Tageszeiten Verstärkungsfahrten. An der Endstelle in Brunswick bestanden Anschlüsse an die Bahnen der Linie Lewiston–Bath. In Yarmouth mussten jedoch oft lange Wartezeiten für die Weiterfahrt mit der Straßenbahn Portland in Kauf genommen werden. Ab 1906 fuhren die Bahnen im Gemeinschaftsbetrieb mit der Straßenbahn Portland durch. Weiterhin verkehrte im Sommer alle 30 Minuten eine Bahn, außerhalb dieser Jahreszeit stündlich. Nach der Eröffnung der Portland–Lewiston Interurban Railroad fiel der Verkehr auf der Relation Portland–Brunswick–Lewiston fast vollständig weg, da die Reisezeit mit der Interurban nur 80 Minuten betrug, während man über Brunswick trotz direkten Anschlusses dreieinhalb Stunden brauchte. 1918 wurde daher ganzjährig nur noch stündlich zwischen Portland und Brunswick gefahren. Von der Einstellung des durchlaufenden Betriebs 1919 bis zur Stilllegung 1929 pendelten die Bahnen stündlich zwischen Brunswick und Yarmouth.

### Güterverkehr
Nachdem 1910 in Lewiston eine Gleisverbindung zur Bahnstrecke Crowleys Junction–Lewiston Lower der Maine Central Railroad gebaut worden war, transportierte die Straßenbahn Güterwaggons der Maine Central zu einer Bleicherei neben dem Straßenbahndepot an der Lisbon Street. 1915 wurde auch in Bath eine Gleisverbindung zur Maine Central eingebaut, sodass auch hier lokaler Güterverkehr auf Straßenbahngleisen durchgeführt werden konnte. In der Washington Street entstand außerdem ein Gütergleis, das einige Industrie- und Werftbetriebe anband. 1916 baute die Stadt Bath einen anderthalb Kilometer langen Güteranschluss zur Bowery Street, wo weitere Betriebe erschlossen wurden. Die Strecke wurde elektrifiziert und durch die Straßenbahn bedient, die sie 1923 auch kaufte. Neben diesen regionalen Gütertransporten wurde auch über größere Entfernungen Fracht transportiert. So gab es einen regelmäßigen Güterzug, der von Portland über Brunswick und Lewiston nach Waterville verkehrte. Auch auf den Relationen Portland–Bath, Portland–Lewiston und Lewiston–Bath fuhren regelmäßig Güterzüge. Güterschuppen wurden in Lewiston, Lisbon Falls, Brunswick und Bath gebaut.
Nachdem die Straßenbahn Portland am 13. Juli 1920 den Güterverkehr einstellte, übernahm die Androscoggin&Kennebec den Güterverkehr zwischen Portland und Yarmouth, sodass auf dem Brunswicker Netz weiterhin Güterzüge rollten. Am 1. Februar 1929 wurde jedoch der Güterverkehr zwischen Portland und Brunswick eingestellt, was letztlich wenige Monate später zur Stilllegung der Strecke führte. Noch bis zur Stilllegung der Strecke von Lisbon Falls nach Bath 1937 wurde auf dieser Route Güterverkehr durchgeführt. Der lokale Güterverkehr zur Bleicherei in Lewiston dauerte sogar bis in den Sommer 1941 an, als die Maine Central einen eigenen Gleisanschluss dorthin baute.

### Fahrpreise
Auf der Stadtlinie in Brunswick galt anfangs ein 5-Cent-Einheitstarif. Für Schüler und Lehrer wurden per Vertrag mit den Gemeinden Topsham und Brunswick nur zwei Cent berechnet. Mit Eröffnung der übrigen Strecken wurde ein Zonentarif eingeführt.
| ab Datum       | Strecke                          | Anzahl der Tarifzonen | Preis pro Zone (Cent) | Bemerkungen |
| -------------- | -------------------------------- | --------------------- | --------------------- | --- |
| 1902           | Lewiston–Bath Brunswick–Yarmouth | 7 4                   | 5                     | |
| 1909           | Lewiston–Bath Brunswick–Yarmouth | 7 5                   | 5 6                   | |
| November 1911  | Lewiston–Bath Brunswick–Yarmouth | 7 6                   | 5                     | |
| 1. Juli 1917   | Lewiston–Bath Brunswick–Yarmouth | 10 6                  | 5                     | ab 1. März 1918 wurden überlappende Zonen eingeführt und einige Einzelstrecken für acht Cent angeboten                                                     |
| 7. Juni 1918   | Lewiston–Bath Brunswick–Yarmouth | 10 6                  | 7                     | |
| 8. August 1920 | Lewiston–Bath Brunswick–Yarmouth | 10 6                  | 9                     | 6-Fahrten/Zonen-Karten für 50 Cent |
| 24. April 1924 | Lewiston–Bath Brunswick–Yarmouth | 10 6                  | 10                    | keine Ermäßigungen oder billigere Einzelstrecken und Sammelfahrscheine mehr                                                                                |
| April 1933     | Lewiston–Bath                    | 10                    | 10                    | Einführung zusätzlicher kurzer 5-Cent-Zonen zwischen Lewiston und Lisbon Falls, um den Fahrpreis auf dieser Strecke auf 25 Cent zu senken (vorher 40 Cent) |

Das Umsteigen auf die Stadtlinien in Lewiston/Auburn und Bath war kostenlos, solange keine Zonengrenze überfahren wurde.

### Betriebshöfe
Der Betriebshof der Brunswick Electric Railroad befand sich in Topsham in der Summer Street. Ein kurzes Betriebsgleis verband ihn mit der Strecke in der Main Street. Auch nach Eröffnung der Strecke Lewiston–Bath wurde das Depot noch für einige Jahre genutzt. An dieser Strecke entstanden jedoch auch drei neue Depots. In Lewiston an der Lisbon Street, in der Nähe der Kreuzung Canal Street, wurde ein achtgleisiger Betriebshof gebaut, der auch die Hauptwerkstatt der Bahn sowie ein Bahnkraftwerk beinhaltete. In Lisbon Falls entstand eine viergleisige Abstellhalle. In Bath wurde in der North Street eine frühere Fabrikhalle in ein Depot umgebaut. Zwei Gleise hatten eine Verbindung zur Bahnstrecke, die übrigen Gleise unbekannter Anzahl im Inneren der Halle wurden über eine Schiebebühne erreicht.
Am 19. Dezember 1903 brannte das Depot in Lewiston ab, wobei 25 Straßenbahnwagen zerstört wurden und ein weiterer schwer beschädigt wurde. Es wurde wieder aufgebaut und bis September 1941 genutzt. Das Depot in Bath wurde 1911 abgerissen und durch einen wesentlich kleineren zweigleisigen Neubau ersetzt. Es wurde mit Stilllegung der Straßenbahn nach Bath 1937 geschlossen. Am 20. Oktober 1913 zerstörte ein Sturm die Abstellhalle in Lisbon Falls. Zwei der vier Gleise wurden daraufhin abgebaut, die übrigen blieben als Abstellgleise ohne Überdachung bis 1937 erhalten.
An der Strecke nach Yarmouth entstand in Freeport nahe dem Bahnübergang in der Main Street ein viergleisiges Depot mit Bahnkraftwerk. Es wurde mit der Strecke durch Freeport 1929 stillgelegt.

## Fahrzeuge
Der Wagenpark der Brunswick Electric Railroad bestand aus einem geschlossenen und zwei offenen Triebwagen sowie einem Schneepflug. Die Gesellschaft besaß nur drei Motoren. Da die offenen Wagen nur im Sommer fuhren, konnten die Motoren dieser Wagen über den Winter in den Schneepflug eingebaut werden.
Die Lewiston, Brunswick & Bath erwarb für die Linie Lewiston–Bath bis 1899 insgesamt 20 vierachsige offene Triebwagen von der Briggs Carriage Company mit je 70 Sitzplätzen. Außerdem kaufte man acht zweiachsige geschlossene Triebwagen mit je 28 Sitzen. Beim Brand des Depots in Lewiston wurden von diesem Fuhrpark einer der offenen und drei der geschlossenen Wagen zerstört. Die übrigen 21 zerstörten Wagen waren dem Stadtnetz von Lewiston/Auburn zugeteilt. Nach dem Brand wurden drei vierachsige geschlossene Triebwagen gebraucht von einem Straßenbahnbetrieb in Massachusetts gekauft, die von der Newburyport Car Company hergestellt worden waren. Um den Jahreswechsel 1905/06 wurde ein weiterer geschlossener Wagen von der Laconia Car Company gekauft. Die Sonder- und Arbeitsfahrzeuge, die auf der Strecke im Einsatz waren, waren nicht ausschließlich dieser Strecke zugeteilt, sondern fuhren auf dem gesamten Netz. Dazu gehörte auch der Salonwagen Merrymeeting, der für Sonderfahrten eingesetzt wurde. Anfang 1907 erwarb die Gesellschaft acht vierachsige konvertible Triebwagen von der Brill Company mit Aussichtsplattform an der rückwärtigen Stirnseite. Die Wagen hatten zwar auf beiden Seiten Türen, konnten jedoch nur im Einrichtungsbetrieb fahren. Aus diesem Grund wurde in Lisbon Falls ein Gleisdreieck gebaut, damit die Wagen auch auf Verstärkerfahrten eingesetzt werden konnten. Auch in Bath wurde eigens eine kurze Streckenverlängerung mit Gleisdreieck gebaut. In Brunswick und Lewiston bestanden bereits Gleisdreiecke.
Die Portland&Brunswick kaufte bei Eröffnung ihrer Strecke fünf geschlossene und sieben offene vierachsige Triebwagen der John Stephenson Company. Die geschlossenen Wagen waren kombinierte Personen- und Gepäckwagen. Sie bekamen die Namen Alice, Camilla, Dorothy, Flora und Lida. 1903 wurden zwei der offenen Triebwagen an die Waterville and Oakland Street Railway verkauft. Die Gesellschaft besaß außerdem einen zweiachsigen Arbeitstriebwagen und zwei Schneepflüge. Für die Linie Brunswick–Yarmouth kaufte die Lewiston, Augusta & Waterville 1911 drei zweiachsige geschlossene Triebwagen. Kurz darauf wurden die kombinierten Wagen zu reinen Personentriebwagen umgebaut und weiterhin auf der Strecke Portland–Brunswick eingesetzt. Die drei neuen Triebwagen wurden 1916 an die Straßenbahn Portland verkauft. Diese setzte sie als Arbeitstriebwagen ein.
1920 wurden zehn vierachsige geschlossene Triebwagen von der Wason Manufacturing Company gekauft, die eigens für den Überlandverkehr konstruiert waren. Sie kamen auf der Linie Lewiston–Bath aber auch auf anderen längeren Strecken der Bahngesellschaft zum Einsatz. Die Einrichtungstriebwagen wurden verschrottet. Drei neue zweiachsige geschlossene Birney-Wagen wurden bis 1922 für die Linie Brunswick–Yarmouth beschafft.